# Política social
La política social és una àrea de coneixement interdisciplinària i aplicada que té com a finalitat l'anàlisi de les transformacions de l'estat del benestar i les respostes socials a les necessitats, els reptes i els riscos socials.
Se centra a examinar aquells aspectes de l'economia, la societat, la població i la política que són necessàries per a l'existència social digna així com els medis per assolir-la. Principalment el disseny de programes d'intervenció social que redueixin desigualtats, millorin l'eficiència i la qualitat de vida, alliberin a la societat de quotes de pobresa i augmentin la participació i la inclusió social dels ciutadans.
Les necessitats socials a les que fa referència són: alimentació i habitatge (per exemple: Primer l'habitatge), seguretat i sostenibilitat ambiental, promoció de la salut i els serveis sanitaris, atenció social i suport a aquells que no poden viure una vida independent i finalment educació i formació dels individus per tal que puguin participar amb igualtat de condicions en la societat.

## Orígens
Al Regne Unit, la política social com a disciplina es deu a les accions de la Societat Fabiana i a l'escola de pensament iniciada per Richard Titmuss a la London School of Economics and Political Science i al desenvolupament dels estats de benestar en els països occidentals després de la segona guerra mundial.Avui la disciplina està àmpliament estesa a Alemanya i els països nòrdics, així com als Estats Units i al Canadà.